# Saison 2 de Bob's Burgers
Chronologie
Saison 1 Saison 3
La deuxième saison de la série télévisée d'animation Bob's Burgers est diffusée aux États-Unis entre le 11 mars 2012 et le 20 mai 2012 sur la Fox. Elle comporte neuf épisodes.
En France, elle est disponible depuis le 1er août 2017 sur le service de vidéos à la demande Fox Play. Par ailleurs, elle est diffusée sur MCM depuis le 11 novembre 2017.

## Épisodes
| № | # | Titre                                       | Réalisation                  | Scénario                          | Première diffusion              | Code de prod. | Audiences |
| --- | - | ------------------------------------------- | ---------------------------- | --------------------------------- | ------------------------------- | ------------- | --------- |
| 14 | 1 | Les Belchies The Belchies                   | Boohwan Lim et Kyounghee Lim | Jon Schroeder                     | 11 mars 2012 11 novembre 2017   | 2ASA01        | 4,04      |
| Les enfants entendent la rumeur d'un trésor caché dans une usine abandonnée de bonbons au caramel. Ils partent furtivement à sa recherche la nuit précédant la démolition de l'usine. Les projets de Bob et Linda pour une nuit romantique sont interrompus lorsqu'ils réalisent que leurs enfants ont disparu et ils se mettent en quête de l'usine pour les retrouver. Tout le monde doit travailler de concert pour arriver à s'échapper lorsque Lousie se retrouve piégée et que la démolition commence plus tôt que prévu. |   |                                             |                              |                                   |                                 |               |           |
| 15 | 2 | Un après-midi de Bob Bob Day Afternoon      | Wes Archer                   | Dan Fybel et Rich Rinaldi         | 18 mars 2012 11 novembre 2017   | 2ASA02        | 4,40      |
| Bob et Linda décident de profiter de l'occasion pour faire la promotion de leur restaurant lorsqu'un braquage de banque et une prise d'otages ont lieu de l'autre côté de la rue, mais le braqueur, un criminel de bas étage nommé Mickey (interprété par Bill Hader), finit par prendre Bob en otage. |   |                                             |                              |                                   |                                 |               |           |
| 16 | 3 | Natation synchronisée Synchronized Swimming | Anthony Chun                 | Holly Schlesinger                 | 25 mars 2012 18 novembre 2017   | 2ASA03        | 3,97      |
| Les enfants Belcher s'inscrivent à une démonstration de natation synchronisée pour échapper au cours de gymnastique. Ils prétextent une étude indépendante sur ce sport, mais les choses se compliquent lorsque Linda, qui regardait d'inquiétants cours de yoga, devient leur professeur de natation synchronisée avec l'idée de venir au secours de ses enfants. Elle se prend au jeu et le principal M. Frond veut alors que les enfants montrent leur numéro devant le conseil scolaire. Pendant ce temps, Bob accueille une nouvelle machine à glace dans le restaurant. |   |                                             |                              |                                   |                                 |               |           |
| 17 | 4 | Burgerboss Burgerboss                       | Anthony Chun                 | Scott Jacobson                    | 1er avril 2012 18 novembre 2017 | 2ASA04        | 3,66      |
| Bob achète un vieux jeu vidéo d'arcade sur le thème du hamburger pour le restaurant. Lorsque Jimmy Pesto obtient le meilleur score et écrit « Bob craint » sur le tableau des scores, Bob devient obsédé par l'idée de battre le score de Pesto. Alors que cette obsession commence à affecter les affaires du restaurant, Linda se débarrasse de la machine, mais Bob la suit à la trace jusqu'à son nouvel emplacement dans une salle de jeux d'arcade. Là-bas, Darryl, un as du jeu, aide Bob à essayer de battre le score de Pesto. Pendant ce temps, les enfants Belcher profitent de l'obsession de leur père pour ces jeux en organisant des fêtes d'anniversaire à la salle d'arcade. |   |                                             |                              |                                   |                                 |               |           |
| 18 | 5 | Le Food truck Food Truckin                  | Bernard Derriman             | Lizzie Molyneux et Wendy Molyneux | 15 avril 2012 18 novembre 2017  | 2ASA05        | 3,90      |
| Alors que les food trucks ont commencé à leur voler leurs clients, Bob décide d'acheter son propre food truck pour riposter. Mais l'exploitation d'un camion s'avère plus difficile que prévu et les Belcher se tournent vers les réseaux sociaux et les événements de restauration pour augmenter leur chiffre d'affaires. Lorsque le festival Lolla-Pa-Foods-A est organisé, les Belcher s'y rendent et les enfants essaient d'augmenter leur chiffre d'affaires, mais leurs tactiques douteuses sur le plan éthique finissent par déclencher une émeute parmi les autres propriétaires de food trucks et les participants du festival. |   |                                             |                              |                                   |                                 |               |           |
| 19 | 6 | Dr. Yap Yap                                 | Anthony Chun                 | Steven Davis et Kelvin Yu         | 29 avril 2012 18 novembre 2017  | 2ASA07        | 3,92      |
| La famille Belcher prévoit un séjour au ski avec Gayle, la sœur de Linda. Celle-ci doit aller chercher Bob chez le dentiste, le Dr Yap. Encore sous l'effet de l'anesthésie, Bob prend Gayle pour sa femme et l'embrasse. Alors qu'elle tombe amoureuse de lui, Bob demande au Dr Yap de l'aider. |   |                                             |                              |                                   |                                 |               |           |
| 20 | 7 | Le Goûteur grogneur Moody Foodie            | Boohwan Lim et Kyounghee Lim | Steven Davis et Kelvin Yu         | 6 mai 2012 18 novembre 2017     | 2ASA06        | 3,72      |
| Bob apprend qu'un perfide critique gastronomique sous couverture, connu sous le nom de Moody Foodie (interprété par Patton Oswalt), se trouve dans le quartier. Ce stress supplémentaire fait déraper les choses et Bob's Burgers reçoit une critique négative qui commence à affecter les affaires. Cherchant à obtenir une seconde chance, Bob se rend chez ce critique, mais cela ne fait qu'empirer les choses. Les amis restaurateurs de Bob arrivent pour faire changer eux aussi leurs propres critiques, mais ils se rendent compte rapidement que la vengeance est aussi une option. |   |                                             |                              |                                   |                                 |               |           |
| 21 | 8 | Very Bad Tina Bad Tina                      | Kyounghee Lim                | Holly Schlesinger                 | 13 mai 2012 25 novembre 2017    | 2ASA10        | 3,69      |
| Une nouvelle élève de l'école, Tammy, a une très mauvaise influence sur Tina et l'encourage à mal se comporter pour se faire remarquer de Jimmy Junior. Lorsqu'elle est contrariée, Tammy fait du chantage à Tina au sujet de ses propres fictions érotiques. Gene et Louise se fâchent... personne d'autre qu'eux n'a le droit de faire chanter leur sœur ! Pendant ce temps, Linda et Bob vont voir une performance de Cake et Bob est fou de joie. Lui et M. Frond provoquent l'embarras parmi les élèves de l'école tandis que Tammy fait une sortie fracassante. |   |                                             |                              |                                   |                                 |               |           |
| 22 | 9 | Bœufoot Beefsquatch                         | Wes Archer                   | Nora Smith                        | 20 mai 2012 25 novembre 2017    | 2ASA09        | 3,57      |
| Linda convainc Bob d'auditionner pour « Hey, Good Cookin' », une séquence culinaire de l'émission d'information matinale locale Get On Up avec les présentateurs Chuck et Pam. Alors que Linda filme Bob, Gene apparaît dans la vidéo avec un masque de Bigfoot et s'en prend au hamburger que Bob vient de préparer pour attirer l'attention. La cassette d'audition est choisie non pas pour la cuisine de Bob, mais pour le duo comique formé par Bob et Gene. Lors de leur première apparition, Gene porte son masque de Bigfoot et saccage la séquence culinaire de Bob comme il l'avait fait auparavant. Le numéro connaît un succès immédiat et Gene donne à son personnage le nom de Beefsquatch. Pendant ce temps, Nathan, un garçon du public du studio de Get On Up, demande à Tina si elle est proche de la présentatrice Pam, ce qui l'excite beaucoup. Il convainc Tina de devenir sa petite amie. Le chiffre d'affaires de Bob's Burgers grimpe grâce à la célébrité de Gene, mais Bob n'est pas content. Lorsque la famille Belcher est invitée à la fête de Chuck et Pam au bord de la piscine, Bob se fâche quand Gene se moque de lui. Pour se venger, il demande à Louise de l'aider à faire une farce à Gene lors de leur prochaine émission. Gene lui demande également son aide pour faire la même chose. Au cours de la séquence, Bob découvre que ses ustensiles de cuisine sont collés à ses mains, mais il réussit à introduire des piments habanero dans le hamburger que mange Gene. Au fil des semaines, la guerre des farces s'intensifie et devient populaire auprès du public, mais Linda s'inquiète de voir sa famille se désagréger. Louise lui révèle qu'elle a aidé Bob et Gene à se piéger l'un l'autre et annonce qu'elle arrête. N'ayant plus d'autres options, Linda tente de convaincre Chuck et Pam de mettre fin à l'émission, mais ils refusent et expulsent Linda du studio. Tina rompt avec Nathan lorsqu'elle se rend compte qu'il ne l'utilise que pour se rapprocher de Pam et goûter ses cheveux. Nathan réussit à se faufiler dans la loge de Pam, déguisé en Tina, et attaque Pam. Tina tente d'arrêter Nathan et les deux sont éjectés du studio, ainsi que Louise. Pendant le tournage du prochain épisode de « Hey, Good Cookin' », Gene et Bob se disputent. Linda revient dans le studio et tente de gâcher l'émission en jurant devant la caméra, mais aucun gros mot n'est prononcé, alors elle relève sa chemise pour dévoiler ses seins en direct. Bob et Gene se réconcilient et décident de se joindre à Linda pour s'exhiber devant la caméra. Get On Up est annulé en raison de la polémique. |   |                                             |                              |                                   |                                 |               |           |